# Азовський рух
Азовський рух (Націоналістичний рух під проводом Андрія Білецького) — назва мережі військових, громадських, політичних, культурних, волонтерських та творчих спільнот, які започатковані після 2014 року ветеранами спецпідрозділу «Азов», родичами загиблих бійців та іншими активістами.
До «Азовського руху» належать:
- 1-й корпус Національної гвардії України «Азов»
  - 12-та бригада спеціального призначення «Азов»
  -  20-та бригада оперативного призначення «Любарт»
- 3-й армійський корпус
  - 3-тя окрема штурмова бригада
- Спецпідрозділ «Kraken»
- 98-й окремий батальйон територіальної оборони «Азов-Дніпро» (у складі 108 ОБрТрО)
- Територіальна оборона «Азов»
- Політична партія «Національний корпус»
- Цивільний Корпус «Азов»
- Національні дружини
- Юнацький Корпус
- Спортивний корпус
- Патронатна служба «Янголи Азову»
- Військова школа імені Євгена Коновальця
- Хорунжа школа імені Миколи Сціборського
- Школа лідерів імені Аксьона і Хоми
- Інститут національного розвитку
- Всеукраїнська кампанія «Пам'ять нації»
- Літературний клуб «Пломінь»
- Видавництво «Орієнтир»
- Громадянська організація «Центурія»
- Спільнота «Група Марадонія»
- Громадська організація «PATRIOTS 1868»
- Громадська організація «PATRIOTS 1654»
- Громадська організація «PATRIOTS 1556»